# Cloruro rameico
Il cloruro rameico, nome sistematico cloruro di rame(II), o anche dicloruro di rame, è il composto binario di rame(II) e cloro ed è anche il sale di rame(II) dell'acido cloridrico, avente formula CuCl2.
A temperatura ambiente si presenta come una polvere verde molto solubile in acqua, ha un aspetto cristallino colore verde-azzurro. Saggiandolo alla fiamma esso la colora di un blu acceso, mentre interponendo un vetrino al cobalto si vedono sfumature di colore violetto. 
Una soluzione acquosa di cloruro rameico può apparire blu-azzurra quando ha bassa concentrazione, verde scuro quando la concentrazione di cloruro rameico è alta.
Questo sale viene principalmente ottenuto per sintesi ed è difficile trovarlo in natura.
Il cloruro di rame è nocivo e tossico.

## Usi ed applicazioni
Viene utilizzato per la colorazione dei fuochi artificiali sul blu-verde.

## Sintesi
Una piccola quantità di cloruro di rame può essere prodotta in laboratorio facendo reagire dell'ossido rameico (CuO) con dell'acido cloridrico (HCl) secondo la reazione:
{\displaystyle {\ce {CuO + 2HCl -> CuCl2 + H2O}}}
Si può ottenere anche facendo reagire rame metallico con acido cloridrico e acqua ossigenata: 
{\displaystyle {\ce {Cu + 2HCl + H2O2 -> CuCl2 + 2H2O}}}